# Hermenegildo Augusto de Brito Capello

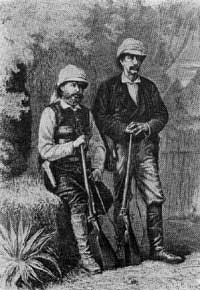
Hermenegildo Augusto de Brito Capello und Ivens.

Hermenegildo Augusto Carlos de Brito Capello (auch Hermenegildo de Brito Capelo; * 1841 in Palmela; † 4. Mai 1917 in Lissabon) war ein portugiesischer Offizier und Afrikaforscher sowie zwischen 1886 und 1891 Gouverneur von Angola.

## Leben und Wirken
Brito Capello trat 1858 in den Dienst der portugiesischen Marine und wurde 1880 schließlich zum Kapitän ernannt. Bereits 1860 nahm er an einer Expedition nach der Kolonie Angola teil. Ab 1877 war Roberto Ivens sein ständiger Begleiter auf den vielen Reisen durch Afrika. Mit diesem stellte sich Brito Capello unter die Führung von Alexandre Alberto da Rocha de Serpa Pinto, der zwischen 1877 und 1879 den Kontinent von Angola bis Natal durchquerte. Doch trennten sich die beiden bereits im Mai 1878 in Bihe von ihm. Sie gingen nach Nordosten und erforschten das Quellgebiet des Kwango in Kioko und verfolgten dessen Lauf bis nach Tembo Aluma bei 7° 40' südlicher Breite. Dort wurden sie zur Umkehr nach Malansche gezwungen, doch unternahmen sie später einen weiteren Versuch, nach Norden vorzudringen und den sagenhaften Aquilondasee zu finden. Stattdessen entdeckten sie eine Reihe kleinerer Wasserflächen in einem weit ausgedehnten sumpfigen Terrain.
Am 11. März brachen die beiden von Mossamedes an der Westküste Angolas zu ihrer epochemachenden Durchquerung Afrikas auf. Sie überschritten in Amboella den Oberlauf der Flüsse Kubango und Kuando und erreichten den Sambesi bei Libonta. Hier gingen sie aufwärts, bis zur Mündung des Kabompo. Von hier aus erforschten sie die Wasserscheide zwischen dem Sambesi und dem Lualaha und durchzogen den südlichen Bereich des Reiches von Msidi. Nach Süden hin gelangten sie dann wieder westlich von Sumbo an das Ufer des Sambesi. Im Mai 1885 trafen sie in Quelimane an der Küste des Indischen Ozeans ein.
Zwischen 1886 und 1891 war Brito Capello Gouverneur von Angola.

## Werke
- De Benguella as terras de Jacca. (zusammen mit Ivens). Lissabon (1881)
- De Angola à Contra-Costa. Lissabon (1886)